# Drosophila inca (artundergrupp)
Drosophila inca är en artundergrupp inom släktet Drosophila, undersläktet Drosophila och artgruppen Drosophila repleta. Artgruppen består av tre arter.

## Arter
- Drosophila huancavilcae Rafael & Arcos, 1989
- Drosophila inca Dobzhansky & Pavan, 1943
- Drosophila yangana Rafael & Vela, 2003